# Stan Smith
Stanley Roger Smith (nascut el 14 de desembre de 1946) és un antic tennista professional nord-americà. Smith és més conegut pels jugadors que no són de tennis com l'homònim d'una marca popular de sabatilles de tennis. Jugador número 1 del móni campió d'individuals en dues ocasions (a l'Open dels Estats Units de 1971 i al Campionat de Wimbledon de 1972), Smith també es va emparellar amb Bob Lutz per crear un dels equips de dobles més exitosos de tots els temps.
El 1970, Smith va guanyar el títol inaugural del campionat de final d'any. I el 1972 esdevingué el jugador individual número 1 mundial de final d'any. El 1973, va guanyar el seu segon i darrer títol de campionat de final d'any a les finals del WCT de Dallas. A més, va guanyar quatre títols de la sèrie de campionats de Grand Prix. En els seus primers anys va millorar el seu joc de tennis a través de lliçons de l'antic tennista Pancho Segura, els Patrons del Tennis de Pasadena, i el patrocini de l'Associació de Tennis del Sud de Califòrnia encapçalada per Perry T. Jones.Des del 2011, Smith és president del Saló de la Fama Internacional del Tennis.

## Carrera esportiva
Smith va créixer a Pasadena, Califòrnia i va ser entrenat principalment per Pancho Segura. De petit, va anar a buscar feina com a recollidor de pilotes per a la Copa Davis, però va ser rebutjat perquè els organitzadors van pensar que era massa maldestre. Va jugar a tennis universitari a la Universitat del Sud de Califòrnia (USC), amb l'entrenador George Toley, on va ser tres vegades All-American i va guanyar el campionat individual de la NCAA de 1968, així com els títols de dobles de 1967 i 1968. A la USC, Smith va ser membre del capítol Gamma Tau de la fraternitat Beta Theta Pi.
El 1971 Smith i John Newcombe van ser guanyadors conjunts del premi Martini i Rossi, votats per 11 periodistes i van ser co-classificats com a número 1 mundial per Judith Elian. El 1972 Smith va guanyar el premi 'Martini i Rossi', votat per un jurat de periodistes i va ser classificat com a número 1 mundial per Elian, Tingay, World Tennis, Collinsy, Frank Rostroni Rex Bellamy.
Tres anys després, en 1974, Smith es va casar amb la jugadora de tennis de la Universitat de Princeton Marjory Gengler. Més tard van ser mentors del tennista sud-africà Mark Mathabane, ajudant a augmentar la pressió sobre el govern sud-africà per posar fi a l'apartheid. Smith viu a Hilton Head amb la seva dona i els seus quatre fills, tots ells competits en tennis universitari.
Més tard, en la seva autobiografia de proves de 1979, Jack Kramer, el promotor de tennis de llarga data i el mateix gran jugador, va classificar a Smith com un dels 21 millors jugadors de tots els temps.
Quan es va retirar com a tenista, Smith es va convertir en actiu com a entrenador de l'Associació de Tennis dels Estats Units. Té la seva pròpia acadèmia de tennis amb Billy Stearns, situada a Hilton Head Island, Carolina del Sud.
Després, Smith va ser inclòs a l'International Tennis Hall of Fame el 1987.
Més endavant, en el 2005, la revista TENNIS va classificar Smith com el 35è en els seus "40 millors jugadors de l'era del TENNIS".

## Sabates de tennis
Per als no jugadors de tennis, Stan Smith és probablement més conegut per la línia de sabatilles de tennis que Adidas va rebatejar després d'ell el 1978. Tot i que la sabatilla Adidas Stan Smith no es recomana per al tennis modern, continua sent una marca de moda icònica àmpliament disponible. Les Adidas Stan Smith han comercialitzat més de 70 milions d'unitats en tot el món i es diu que són el calçat de tennis més venut de la història.

## Palmarès

### Individual
| Resultat     | Núm.  | Data | Torneig                                                 | Superfície   | Oponent                 | Marcador                |
| ------------ | ----- | ---- | ------------------------------------------------------- | ------------ | ----------------------- | ----------------------- |
| Guanyador    | 1–0   | 1964 | Pasadena Metropolitan, Pasadena                         | ?            | Robert Potthast         | 6–1, 3–6, 6–3           |
| Finalista    | 1–1   | 1965 | Ojai Tennis Tournament, Ojai                            | ?            | Charlie Pasarell        | 3–6, 1–6                |
| Guanyador    | 2–1   | 1965 | Tucson Invitation, Tucson                               | ?            | Allen Fox               | 6–1, 4–6, 8–6           |
| Guanyador    | 3–1   | 1966 | Western Indoor Championship, Salt Lake City             | Moqueta (i)  | Charlie Passarell       | 7–5, 2–6, 8–6           |
| Finalista    | 3–2   | 1966 | Southern California Championships, Los Angeles          | Dura         | Arthur Ashe             | 4–6, 2–6                |
| Guanyador    | 4–2   | 1966 | US Hard Court Championship, La Jolla                    | Dura         | Ian Crookenden          | 6–4, 6–1                |
| Finalista    | 4–3   | 1966 | National Championship, Coral Gables                     | ?            | Charlie Passarell       | 4–6, 6–3, 6–2, 3–6, 1–6 |
| Finalista    | 4–4   | 1966 | Pennsylvania Lawn Tennis Championships, Haverford       | Gespa        | Clark Graebner          | 3–6, 6–4, 3–6           |
| Finalista    | 4–5   | 1966 | Tucson Invitation, Tucson                               | ?            | Marty Riessen           | 6–8, 2–6                |
| Guanyador    | 5–5   | 1967 | Phoenix Thunderbird Championships, Phoenix              | Dura         | Allen Fox               | 7–5, 6–3                |
| Guanyador    | 6–5   | 1967 | Southern California Championships, Los Angeles          | Dura         | Allen Fox               | 7–5, 13–11              |
| Guanyador    | 7–5   | 1967 | Southern California Tennis Classic, Pasadena            | ?            | Bob Lutz                | 6–4, 7–5                |
| Guanyador    | 8–5   | 1967 | US Hard Court Championship, Sacramento (2)              | Dura         | Gary Rose               | 6–4, 6–3                |
| Guanyador    | 9–5   | 1967 | Western Indoor Championship, Salt Lake City (2)         | Moqueta (i)  | Jim Osborne             | 6–2, 6–2                |
| Guanyador    | 10–5  | 1968 | Phoenix Thunderbird Championships, Phoenix (2)          | Dura         | Bob Lutz                | 4–6, 6–2, 6–1           |
| ↓ Open Era ↓ |       |      |                                                         |              |                         |                         |
| Guanyador    | 11–5  | 1968 | Southern California Championships, Los Angeles (2)      | Dura         | Rick Leach              | 6–4, 6–3                |
| Finalista    | 11–6  | 1968 | Central California Championships, Sacramento            | ?            | Clark Graebner          | 8–10, 4–6, 2–6          |
| Guanyador    | 12–6  | 1968 | National Championship, San Antonio                      | ?            | Bob Lutz                | 3–6, 6–1, 6–0, 6–2      |
| Finalista    | 12–7  | 1968 | U.S. Men's Clay Court Championships, Milwaukee          | Terra batuda | Clark Graebner          | 3–6, 5–7, 0–6           |
| Guanyador    | 13–7  | 1968 | *Pacific Coast Championships, Berkeley                  | Dura (i)     | Jim McManus             | 10–8, 6–1, 6–1          |
| Guanyador    | 14–7  | 1968 | *US Hard Court Championship, La Jolla (3)               | Dura         | Roy Barth               | 6–1, 9–7                |
| Guanyador    | 15–7  | 1968 | *Dewar Cup, Londres                                     | Moqueta (i)  | Mark Cox                | 6–4, 6–4                |
| Finalista    | 15–8  | 1968 | Queensland Championships, Brisbane                      | Gespa        | Arthur Ashe             | 4–6, 6–1, 7–9, 6–4, 5–7 |
| Guanyador    | 16–8  | 1969 | *Victorian Championships, Melbourne                     | Gespa        | Arthur Ashe             | 14–12, 6–8, 6–3, 8–6    |
| Guanyador    | 17–8  | 1969 | *U.S. National Indoor Championships, Salisbury          | Dura (i)     | Ismail El Shafei        | 6–3, 6–8, 6–4, 6–4      |
| Guanyador    | 18–8  | 1969 | *Dallas Invitation, Dallas                              | Moqueta (i)  | Thomaz Koch             | 6–3, 6–4                |
| Guanyador    | 19–8  | 1969 | Southern California Championships, Los Angeles (3)      | Dura         | Bob Lutz                | 6–3, 6–4                |
| Guanyador    | 20–8  | 1969 | *Eastern Grass Court Championships, South Orange        | Gespa        | Clark Graebner          | 6–1, 6–4, 6–4           |
| Guanyador    | 21–8  | 1969 | *US Amateur Championships, Boston                       | Gespa        | Bob Lutz                | 9–7, 6–3, 6–1           |
| Guanyador    | 22–8  | 1969 | *Pacific Coast Championships, Berkeley (2)              | Dura (i)     | Cliff Richey            | 6–2, 6–3                |
| Finalista    | 22–9  | 1969 | Torneo di Ancona (2-man), Ancona                        | Dura (i)     | Ilie Năstase            | 4–6, 5–7                |
| Finalista    | 22–10 | 1969 | Denver Invitation (2-man), Denver                       | ?            | Ilie Năstase            | 4–6, 5–6                |
| Guanyador    | 23–10 | 1969 | Coupe Albert Canet, París                               | Moqueta (i)  | Jean-Baptiste Chanfreau | 6–4, 6–1, 6–2           |
| Guanyador    | 24–10 | 1969 | Hawaiian Cup Classic, Honolulu                          | ?            | Arthur Ashe             | 6–2, 6–3                |
| Guanyador    | 25–10 | 1970 | *Omaha Open, Omaha                                      | Moqueta (i)  | Jim Osborne             | 6–2, 7–5, 6–3           |
| Finalista    | 25–11 | 1970 | Richmond WCT, Richmond                                  | Moqueta (i)  | Arthur Ashe             | 2–6, 11–13              |
| Guanyador    | 26–11 | 1970 | *Hampton Grand Prix, Hampton                            | Dura (i)     | Thomaz Koch             | 6–3, 6–2, 7–5           |
| Guanyador    | 27–11 | 1970 | *Nottingham Open, Nottingham                            | Gespa        | Chauncey Steele III     | 6–3, 6–4                |
| Finalista    | 27–12 | 1970 | U.S. Men's Clay Court Championships, Indianapolis       | Terra batuda | Cliff Richey            | 2–6, 8–10, 6–3, 1–6     |
| Guanyador    | 28–12 | 1970 | *Phoenix Open, Phoenix (3)                              | Dura         | Jim Osborne             | 6–3, 6–7, 6–1           |
| Guanyador    | 29–12 | 1970 | *Stockholm Open, Estocolm                               | Dura (i)     | Arthur Ashe             | 5–7, 6–4, 6–4           |
| Guanyador    | 30–12 | 1970 | *Pepsi-Cola Masters, Tòquio                             | Moqueta (i)  | Rod Laver               | 4–6, 6–3, 6–4           |
| Finalista    | 30–13 | 1971 | Carolinas International Tennis Tournament, Charlotte    | Dura         | Arthur Ashe             | 3–6, 3–6                |
| Guanyador    | 31–13 | 1971 | *Paris International Championships, París               | Terra batuda | François Jauffret       | 6–2, 6–4, 7–5           |
| Guanyador    | 32–13 | 1971 | *Kent Championships, Beckenham                          | Gespa        | Premjit Lall            | 7–9, 6–4, 6–2           |
| Guanyador    | 33–13 | 1971 | *Caribe Hilton International, San Juan                  | Dura         | Cliff Richey            | 6–3, 6–3                |
| Guanyador    | 34–13 | 1971 | *Queen's Club Championships, Londres                    | Gespa        | John Newcombe           | 8–6, 6–3                |
| Finalista    | 34–14 | 1971 | Wimbledon Championships, Londres                        | Gespa        | John Newcombe           | 3–6, 7–5, 6–2, 4–6, 4–6 |
| Guanyador    | 35–14 | 1971 | *Cincinnati Open, Cincinnati                            | Terra batuda | Juan Gisbert, Sr.       | 7–6, 6–3                |
| Guanyador    | 36–14 | 1971 | *US Open, Nova York                                     | Gespa        | Jan Kodeš               | 3–6, 6–3, 6–2, 7–6      |
| Finalista    | 36–15 | 1971 | Pepsi-Cola Masters, París                               | Moqueta (i)  | Ilie Năstase            | 7–5, 6–7, 3–6           |
| Guanyador    | 37–15 | 1972 | *U.S. National Indoor Championships, Salisbury (2)      | Dura (i)     | Ilie Năstase            | 5–7, 6–2, 6–3, 6–4      |
| Guanyador    | 38–15 | 1972 | *Clean Air Classic, Nova York                           | Moqueta (i)  | Juan Gisbert, Sr.       | 4–6, 7–5, 6–4, 6–1      |
| Guanyador    | 39–15 | 1972 | *Hampton Grand Prix, Hampton (2)                        | Dura (i)     | Ilie Năstase            | 6–3, 6–2, 6–7, 6–4      |
| Guanyador    | 40–15 | 1972 | *Washington Indoor, Washington                          | Moqueta (i)  | Jimmy Connors           | 4–6, 6–1, 6–3, 4–6, 6–1 |
| Guanyador    | 41–15 | 1972 | *Wimbledon Championships, Londres                       | Gespa        | Ilie Năstase            | 4–6, 6–3, 6–3, 4–6, 7–5 |
| Guanyador    | 42–15 | 1972 | *Central California Hardcourt Championships, Sacramento | Dura         | Colin Dibley            | 6–4, 5–7, 6–4, 6–4      |
| Guanyador    | 43–15 | 1972 | *Pacific Southwest Championships, Los Angeles           | Dura         | Roscoe Tanner           | 6–4, 6–4                |
| Guanyador    | 44–15 | 1972 | *Paris Open, París                                      | Dura (i)     | Andrés Gimeno           | 6–2, 6–2, 7–5           |
| Guanyador    | 45–15 | 1972 | *Stockholm Open, Estocolm (2)                           | Dura (i)     | Tom Okker               | 6–4, 6–3                |
| Finalista    | 45–16 | 1972 | ATP Finals, Palau Blaugrana, Barcelona                  | Dura (i)     | Ilie Năstase            | 3–6, 2–6, 6–3, 6–2, 3–6 |
| Finalista    | 45–17 | 1973 | La Costa WCT, La Costa                                  | Dura         | Colin Dibley            | 3–6, 6–7                |
| Guanyador    | 46–17 | 1973 | *U.S. Pro Indoor, Filadelfia                            | Moqueta (i)  | Bob Lutz                | 7–6, 7–6, 4–6, 6–4      |
| Finalista    | 46–18 | 1973 | CBS Classic, Hilton Head                                | Terra batuda | Rod Laver               | 2–6, 4–6                |
| Guanyador    | 47–18 | 1973 | *Atlanta WCT, Atlanta                                   | Moqueta (i)  | Rod Laver               | 6–3, 6–4                |
| Guanyador    | 48–18 | 1973 | *St. Louis WCT, St. Louis                               | Moqueta (i)  | Rod Laver               | 6–4, 3–6, 6–4           |
| Guanyador    | 49–18 | 1973 | *Munich WCT, Múnic                                      | Moqueta (i)  | Cliff Richey            | 6–1, 7–5                |
| Guanyador    | 50–18 | 1973 | *Brussels WCT, Bruseles                                 | Moqueta (i)  | Rod Laver               | 6–2, 6–4, 6–1           |
| Guanyador    | 51–18 | 1973 | *Swedish Pro Tennis Championships, Gothenburg           | Moqueta (i)  | John Alexander          | 5–7, 6–4, 6–2           |
| Guanyador    | 52–18 | 1973 | *WCT Finals, Dallas                                     | Moqueta (i)  | Arthur Ashe             | 6–3, 6–3, 4–6, 6–4      |
| Guanyador    | 53–18 | 1973 | *Swedish Open, Båstad                                   | Terra batuda | Manuel Orantes          | 6–4, 6–2, 7–6           |
| Finalista    | 53–19 | 1973 | World Invitational Tennis Classic, Hilton Head          | Dura         | Rod Laver               | 6–7, 5–7                |
| Finalista    | 53–20 | 1973 | Paris Open, París                                       | Dura (i)     | Ilie Năstase            | 6–4, 1–6, 6–3, 0–6, 2–6 |
| Guanyador    | 54–20 | 1974 | *Hempstead WCT, Hempstead                               | Moqueta (i)  | John Newcombe           | 6–4, 3–6, 6–3           |
| Finalista    | 54–21 | 1974 | La Costa WCT, La Costa                                  | Dura         | John Newcombe           | 2–6, 6–4, 4–6           |
| Guanyador    | 55–21 | 1974 | *St. Louis WCT, St. Louis (2)                           | Moqueta (i)  | Alex Metreveli          | 6–2, 3–6, 6–2           |
| Guanyador    | 56–21 | 1974 | *Nottingham Open, Nottingham (2)                        | Grass        | Alex Metreveli          | 6–3, 1–6, 6–3           |
| Guanyador    | 57–21 | 1974 | *Chicago International, Chicago                         | Moqueta      | Marty Riessen           | 3–6, 6–1, 6–4           |
| Finalista    | 57–22 | 1975 | Toronto Indoor, Toronto                                 | Moqueta (i)  | Harold Solomon          | 4–6, 1–6                |
| Finalista    | 57–23 | 1975 | San Antonio WCT, San Antonio                            | Dura         | Dick Stockton           | 5–7, 6–2, 6–7           |
| Finalista    | 57–24 | 1975 | Tokyo WCT, Toquio                                       | Moqueta      | Robert Lutz             | 4–6, 4–6                |
| Guanyador    | 58–24 | 1975 | *Australian Indoor Tennis Championships, Sydney         | Dura (i)     | Robert Lutz             | 7–6, 6–2                |
| Finalista    | 58–25 | 1976 | Memphis Open, Memphis                                   | Dura (i)     | Vijay Amritraj          | 2–6, 6–0, 0–6           |
| Finalista    | 58–26 | 1976 | Columbus Open, Columbus                                 | Terra batuda | Roscoe Tanner           | 4–6, 6–7                |
| Finalista    | 58–27 | 1977 | Springfield International Tennis Classic, Springfield   | Moqueta (i)  | Guillermo Vilas         | 6–3, 0–6, 3–6, 2–6      |
| Finalista    | 58–28 | 1977 | Hampton Grand Prix, Hampton                             | Dura (i)     | Sandy Mayer             | 6–4, 3–6, 2–6, 6–1, 3–6 |
| Guanyador    | 59–28 | 1977 | *Pacific Southwest Open, Los Angeles                    | Moqueta (i)  | Brian Gottfried         | 6–4, 2–6, 6–3           |
| Finalista    | 59–29 | 1978 | Denver Open, Denver                                     | Moqueta (i)  | Jimmy Connors           | 2–6, 6–7                |
| Guanyador    | 60–29 | 1978 | *Atlanta Grand Prix, Atlanta                            | Dura         | Eliot Teltscher         | 4–6, 6–1, 2–1 ret.      |
| Guanyador    | 61–29 | 1978 | *Vienna Open, Viena                                     | Moqueta (i)  | Balázs Taróczy          | 4–6, 7–6, 7–6, 6–3      |
| Finalista    | 61–30 | 1979 | Hall of Fame Tennis Championships, Newport              | Gespa        | Brian Teacher           | 6–1, 3–6, 4–6           |
| Guanyador    | 62–30 | 1979 | *Grand Prix Cleveland, Cleveland                        | Dura         | Ilie Năstase            | 7–6, 7–5                |
| Guanyador    | 63–30 | 1979 | *Vienna Open, Vienna (2)                                | Moqueta(i)   | Wojtek Fibak            | 6–4, 6–0, 6–2           |
| Guanyador    | 64–30 | 1980 | *Frankfurt Grand Prix, Frankfurt                        | Moqueta (i)  | Johan Kriek             | 2–6, 7–6, 6–2           |
| Finalista    | 64–31 | 1980 | Palm Harbor Open, Palm Harbor                           | Dura         | Paul McNamee            | 4–6, 3–6                |

- 48 títols d'Open Era enumerats pel lloc web de l'ATP

### Dobles
| Resultat  | Núm. | Data | Torneig                                 | Superfície   | Oponent           | Marcador                              |                         |
| --------- | ---- | ---- | --------------------------------------- | ------------ | ----------------- | ------------------------------------- | ----------------------- |
| Guanyador | 1.   | 1968 | US Open, Nova York                      | Gespa        | Bob Lutz          | Arthur Ashe Andrés Gimeno             | 11–9, 6–1, 7–5          |
| Guanyador | 2.   | 1969 | Cincinnati, Cincinnati, Estats Units    | Terra batuda | Bob Lutz          | Arthur Ashe Charlie Pasarell          | 6–3, 6–4                |
| Guanyador | 3.   | 1970 | Australian Open, Melbourne              | Gespa        | Bob Lutz          | John Alexander Phil Dent              | 6–3, 8–6, 6–3           |
| Finalista | 1.   | 1970 | Los Angeles, Estats Units               | Dura         | Bob Lutz          | Tom Okker Marty Riessen               | 6–7, 2–6                |
| Guanyador | 4.   | 1970 | Berkeley, Estats Units                  | Dura         | Bob Lutz          | Roy Barth Tom Gorman                  | 6–2, 7–5, 4–6, 6–2      |
| Guanyador | 5.   | 1970 | Estocolm, Suecia                        | Moqueta (i)  | Arthur Ashe       | Bob Carmichael Owen Davidson          | 6–0, 5–7, 7–5           |
| Guanyador | 6.   | 1971 | París, França                           | Terra batuda | Tom Gorman        | Pierre Barthès François Jauffret      | 3–6, 7–5, 6–2           |
| Finalista | 2.   | 1971 | Torneig de Roland Garros, París, França | Terra batuda | Tom Gorman        | Arthur Ashe Marty Riessen             | 6–4, 3–6, 4–6, 9–11     |
| Finalista | 3.   | 1971 | London Queen's Club, Regne Unit         | Gespa        | Erik van Dillen   | Tom Okker Marty Riessen               | 6–8, 6–4, 8–10          |
| Guanyador | 7.   | 1971 | Cincinnati, Cincinnati, Estats Units    | Terra batuda | Erik van Dillen   | Sandy Mayer Roscoe Tanner             | 6–1, 3–6, 6–4           |
| Finalista | 4.   | 1971 | US Open, Nova York, Estats Units        | Gespa        | Erik van Dillen   | John Newcombe Roger Taylor            | 7–6, 3–6, 6–7, 6–4, 6–7 |
| Guanyador | 8.   | 1971 | Estocolm, Suecia                        | Dura (i)     | Tom Gorman        | Arthur Ashe Bob Lutz                  | 6–3, 6–4                |
| Guanyador | 9.   | 1972 | Madrid, Espanya                         | Terra batuda | Ilie Năstase      | Andrés Gimeno Manuel Orantes          | 6–2, 6–2                |
| Guanyador | 10.  | 1972 | Nice, França                            | Terra batuda | Jan Kodeš         | Frew McMillan Ilie Năstase            | 6–3, 3–6, 7–5           |
| Finalista | 5.   | 1972 | Wimbledon, Londres                      | Gespa        | Erik van Dillen   | Bob Hewitt Frew McMillan              | 2–6, 2–6, 7–9           |
| Guanyador | 11.  | 1973 | Brussels WCT, Belgica                   | Moqueta (i)  | Bob Lutz          | John Alexander Phil Dent              | 6–4, 7–6                |
| Guanyador | 12.  | 1973 | Johannesburg WCT, Sudafrica             | Dura (i)     | Bob Lutz          | Frew McMillan Allan Stone             | 6–1, 6–4, 6–4           |
| Guanyador | 13.  | 1973 | World Doubles WCT, Mont-real            | Moqueta (i)  | Bob Lutz          | Tom Okker Marty Riessen               | 6–2, 7–6, 6–0           |
| Guanyador | 14.  | 1973 | Båstad, Suecia                          | Terra batuda | Nikola Pilić      | Bob Carmichael Frew McMillan          | 2–6, 6–4, 6–4           |
| Guanyador | 15.  | 1973 | San Francisco, Estats Units             | Moqueta (i)  | Roy Emerson       | Ove Nils Bengtson Jim McManus         | 6–2, 6–1                |
| Guanyador | 16.  | 1974 | Atlanta WCT, Estats Units               | Moqueta (i)  | Bob Lutz          | Brian Gottfried Dick Stockton         | 6–3, 3–6, 7–6           |
| Guanyador | 17.  | 1974 | New Orleans WCT, Estats Units           | Moqueta (i)  | Bob Lutz          | Owen Davidson John Newcombe           | 4–6, 6–4, 7–6           |
| Finalista | 6.   | 1974 | French Open, París, França              | Terra batuda | Bob Lutz          | Dick Crealy Onny Parun                | 3–6, 2–6, 6–3, 7–5, 1–6 |
| Finalista | 7.   | 1974 | Nottingham, U.K.                        | Gespa        | Bob Lutz          | Charlie Pasarell Erik van Dillen      | 4–6, 7–9                |
| Finalista | 8.   | 1974 | Wimbledon, Londres, Gran Bretanya       | Gespa        | Bob Lutz          | John Newcombe Tony Roche              | 6–8, 4–6, 4–6           |
| Guanyador | 18.  | 1974 | Boston, Estats Units                    | Terra batuda | Bob Lutz          | Hans-Jürgen Pohmann Marty Riessen     | 3–6, 6–4, 6–3           |
| Guanyador | 19.  | 1974 | US Open, New York, Estats Units         | Gespa        | Bob Lutz          | Patricio Cornejo Jaime Fillol         | 6–3, 6–3                |
| Guanyador | 20.  | 1974 | San Francisco, Estats Units             | Moqueta (i)  | Bob Lutz          | John Alexander Syd Ball               | 6–4, 7–6                |
| Guanyador | 21.  | 1975 | Fort Worth WCT, Estats Units            | Dura         | Bob Lutz          | John Alexander Phil Dent              | 6–7, 7–6, 6–3           |
| Guanyador | 22.  | 1975 | Tokyo Indoor, Japo                      | Moqueta (i)  | Bob Lutz          | John Alexander Phil Dent              | 6–4, 6–7, 6–2           |
| Guanyador | 23.  | 1975 | Houston, Estats Units                   | Carpet (i)   | Bob Lutz          | Mike Estep Russell Simpson            | 7–5, 7–6                |
| Guanyador | 24.  | 1975 | Washington, D.C., Estats Units          | Moqueta (i)  | Bob Lutz          | Brian Gottfried Raúl Ramírez          | 7–5, 2–6, 6–1           |
| Guanyador | 25.  | 1975 | Columbus Open, Estats Units             | Terra batuda | Bob Lutz          | Jürgen Fassbender Hans-Jürgen Pohmann | 6–2, 6–7, 6–3           |
| Guanyador | 26.  | 1976 | Indianapolis WCT, Estats Units          | Moqueta (i)  | Bob Lutz          | Vitas Gerulaitis Tom Gorman           | 6–2, 6–4                |
| Guanyador | 27.  | 1976 | Rome WCT, Italia                        | Moqueta (i)  | Bob Lutz          | Dick Crealy Frew McMillan             | 6–7, 6–3, 6–4           |
| Finalista | 9.   | 1976 | Las Vegas, Estats Units                 | Dura (i)     | Bob Lutz          | Arthur Ashe Charlie Pasarell          | 4–6, 2–6                |
| Guanyador | 28.  | 1976 | Cincinnati Masters, Estats Units        | Terra batuda | Erik van Dillen   | Eddie Dibbs Harold Solomon            | 6–1, 6–1                |
| Finalista | 10.  | 1976 | Louisville, Estats Units                | Terra batuda | Erik van Dillen   | Byron Bertram Pat Cramer              | 3–6, 4–6                |
| Guanyador | 29.  | 1976 | Los Angeles, Estats Units               | Dura         | Bob Lutz          | Arthur Ashe Charlie Pasarell          | 6–2, 3–6, 6–3           |
| Guanyador | 30.  | 1976 | Wembley, Regne Unit                     | Moqueta (i)  | Roscoe Tanner     | Wojtek Fibak Brian Gottfried          | 7–6, 6–3                |
| Finalista | 11.  | 1976 | Johannesburg WCT, Sudafrica             | Dura         | Juan Gisbert, Sr. | Brian Gottfried Sherwood Stewart      | 6–1, 1–6, 2–6, 6–7      |
| Finalista | 12.  | 1977 | Memphis, Estats Units                   | Dura (i)     | Bob Lutz          | Fred McNair Sherwood Stewart          | 6–4, 6–7, 6–7           |
| Guanyador | 31.  | 1977 | Hampton, Estats Units                   | Moqueta (i)  | Sandy Mayer       | Paul Kronk Cliff Letcher              | 6–4, 6–3                |
| Guanyador | 32.  | 1977 | Washington Indoor, Estats Units         | Moqueta (i)  | Bob Lutz          | Brian Gottfried Raúl Ramírez          | 6–3, 7–5                |
| Finalista | 13.  | 1977 | Los Angeles PSW, Estats Units           | Dura         | Bob Lutz          | Bob Hewitt Frew McMillan              | 3–6, 4–6                |
| Guanyador | 33.  | 1977 | Las Vegas, Estats Units                 | Dura (i)     | Bob Lutz          | Bob Hewitt Raúl Ramírez               | 6–3, 3–6, 6–4           |
| Guanyador | 34.  | 1977 | Columbus, Estats Units                  | Terra batuda | Bob Lutz          | Peter Fleming Gene Mayer              | 4–6, 7–5, 6–2           |
| Guanyador | 35.  | 1977 | Maui, Estats Units                      | Dura         | Bob Lutz          | Brian Gottfried Raúl Ramírez          | 7–6, 6–4                |
| Guanyador | 36.  | 1977 | Johannesburg WCT, Sudafrica             | Dura         | Bob Lutz          | Peter Fleming Raymond Moore           | 6–3, 7–5, 6–7, 7–6      |
| Guanyador | 37.  | 1978 | Springfield, Estats Units               | Moqueta (i)  | Bob Lutz          | Jan Kodeš Marty Riessen               | 6–3, 6–3                |
| Guanyador | 38.  | 1978 | Washington Indoor, Estats Units         | Moqueta (i)  | Bob Lutz          | Arthur Ashe John McEnroe              | 6–7, 7–5, 6–1           |
| Finalista | 14.  | 1978 | Rotterdam WCT, Paisos Baixos            | Moqueta (i)  | Bob Lutz          | Fred McNair Raúl Ramírez              | 2–6, 3–6                |
| Finalista | 15.  | 1978 | World Doubles WCT, Estats Units         | Moqueta (i)  | Bob Lutz          | Wojtek Fibak Tom Okker                | 7–6, 4–6, 0–6, 3–6      |
| Guanyador | 39.  | 1978 | US Open, Nova York, Estats Units        | Dura         | Bob Lutz          | Marty Riessen Sherwood Stewart        | 1–6, 7–5, 6–3           |
| Finalista | 16.  | 1978 | San Francisco, Estats Units             | Moqueta (i)  | Bob Lutz          | Peter Fleming John McEnroe            | 7–5, 4–6, 4–6           |
| Finalista | 17.  | 1978 | Stockholm, Suecia                       | Dura(i)      | Bob Lutz          | Wojtek Fibak Tom Okker                | 3–6, 2–6                |
| Guanyador | 40.  | 1979 | Birmingham, Estats Units                | Moqueta (i)  | Dick Stockton     | Ilie Năstase Tom Okker                | 6–2, 6–3                |
| Guanyador | 41.  | 1979 | Denver, Estats Units                    | Moqueta (i)  | Bob Lutz          | Wojtek Fibak Tom Okker                | 7–6, 6–3                |
| Guanyador | 42.  | 1979 | Washington Indoor, Estats Units         | Moqueta (i)  | Bob Lutz          | Bob Carmichael Brian Teacher          | 6–4, 7–5, 3–6, 7–6      |
| Finalista | 18.  | 1979 | New Orleans, Estats Units               | Moqueta      | Bob Lutz          | Peter Fleming John McEnroe            | 1–6, 3–6                |
| Guanyador | 43.  | 1979 | Newport, Estats Units                   | Gespa        | Bob Lutz          | John James Chris Kachel               | 6–4, 7–6                |
| Guanyador | 44.  | 1979 | Cleveland, Estats Units                 | Dura         | Bob Lutz          | Francisco González Fred McNair        | 6–3, 6–4                |
| Finalista | 19.  | 1979 | Cincinnati Masters, Estats Units        | Dura         | Bob Lutz          | Brian Gottfried Ilie Năstase          | 6–1, 3–6, 6–7           |
| Finalista | 20.  | 1979 | US Open, Nova York, Estats Units        | Dura         | Bob Lutz          | Peter Fleming John McEnroe            | 2–6, 4–6                |
| Guanyador | 45.  | 1979 | Cologne, Alemania                       | Moqueta (i)  | Gene Mayer        | Heinz Günthardt Pavel Složil          | 6–3, 6–4                |
| Finalista | 21.  | 1979 | Wembley, Regne Unit                     | Moqueta (i)  | Tomáš Šmíd        | Peter Fleming John McEnroe            | 2–6, 3–6                |
| Guanyador | 46.  | 1980 | Rotterdam, Paisos Baixos                | Moqueta (i)  | Vijay Amritraj    | Bill Scanlon Brian Teacher            | 6–4, 6–3                |
| Guanyador | 47.  | 1980 | Frankfurt, Alemania                     | Moqueta (i)  | Vijay Amritraj    | Andrew Pattison Butch Walts           | 6–7, 6–2, 6–2           |
| Guanyador | 48.  | 1980 | Las Vegas, Estats Units                 | Dura         | Bob Lutz          | Wojtek Fibak Gene Mayer               | 6–2, 7–5                |
| Finalista | 22.  | 1980 | Wimbledon, Londres                      | Gespa        | Bob Lutz          | Peter McNamara Paul McNamee           | 6–7, 3–6, 7–6, 4–6      |
| Guanyador | 49.  | 1980 | US Open, Nova York, Estats Units        | Dura         | Robert Lutz       | Peter Fleming John McEnroe            | 7–6, 3–6, 6–1, 3–6, 6–3 |
| Finalista | 23.  | 1980 | Sawgrass Doubles, Estats Units          | Dura         | Bob Lutz          | Brian Gottfried Raúl Ramírez          | 6–7, 4–6, 6–2, 6–7      |
| Guanyador | 50.  | 1980 | Viena, Austrià                          | Moqueta (i)  | Bob Lutz          | Heinz Günthardt Pavel Složil          | 6–1, 6–2                |
| Finalista | 24.  | 1980 | Stockholm, Suecia                       | Moqueta (i)  | Bob Lutz          | Heinz Günthardt Paul McNamee          | 7–6, 3–6, 2–6           |
| Guanyador | 51.  | 1980 | Johannesburg, Sudafrica                 | Dura         | Bob Lutz          | Heinz Günthardt Paul McNamee          | 6–7, 6–3, 6–4           |
| Finalista | 25.  | 1981 | Wimbledon, Londres, Regne Unit          | Gespa        | Bob Lutz          | Peter Fleming John McEnroe            | 4–6, 4–6, 4–6           |
| Finalista | 26.  | 1981 | Cincinnati, Estats Units                | Dura         | Bob Lutz          | John McEnroe Ferdi Taygan             | 6–7, 3–6                |
| Finalista | 27.  | 1981 | Sawgrass Doubles, Estats Units          | Dura         | Bob Lutz          | Heinz Günthardt Peter McNamara        | 6–7, 6–3, 6–7, 7–5, 4–6 |
| Guanyador | 52.  | 1983 | Caracas, Venezuela                      | Dura         | Jaime Fillol      | Andrés Gómez Ilie Năstase             | 6–7, 6–4, 6–3           |
| Guanyador | 53.  | 1983 | Viena, Austrià                          | Moqueta (i)  | Mel Purcell       | Marcos Hocevar Cássio Motta           | 6–3, 6–4                |
| Guanyador | 54.  | 1984 | Columbus, Estats Units                  | Dura         | Sandy Mayer       | Charles Bud Cox Terry Moor            | 6–4, 6–7, 7–5           |

## Trajectoria
| Tournament               | 1964  | 1965  | 1966  | 1967  | 1968  | 1969  | 1970  | 1971  | 1972  | 1973  | 1974  | 1975  | 1976  | 1977  | 1977  | 1978  | 1979  | 1980  | 1981  | 1982  | 1983  | 1984  | 1985  | SR     |
| ------------------------ | ----- | ----- | ----- | ----- | ----- | ----- | ----- | ----- | ----- | ----- | ----- | ----- | ----- | ----- | ----- | ----- | ----- | ----- | ----- | ----- | ----- | ----- | ----- | ------ |
| Grand Slam tournaments   |       |       |       |       |       |       |       |       |       |       |       |       |       |       |       |       |       |       |       |       |       |       |       |        |
| Australian Open          | A     | A     | A     | A     | A     | A     | 3R    | A     | A     | A     | A     | A     | 3R    | A     | 3R    | A     | A     | A     | A     | A     | A     | A     | A     | 0 / 3  |
| Torneig de Roland Garros | A     | A     | A     | A     | A     | 4R    | 1R    | QF    | QF    | 4R    | 1R    | 4R    | A     | 4R    | 4R    | 3R    | 3R    | A     | A     | A     | A     | A     | A     | 0 / 10 |
| Wimbledon                | A     | 2R    | 4R    | 3R    | 2R    | 4R    | 4R    | F     | W     | A     | SF    | 1R    | 4R    | 4R    | 4R    | 1R    | 3R    | 3R    | 4R    | 2R    | 1R    | A     | A     | 1 / 18 |
| US Open                  | 2R    | 2R    | 1R    | 3R    | 2R    | 2R    | QF    | W     | QF    | SF    | QF    | 1R    | 4R    | 2R    | 2R    | 3R    | 3R    | 1R    | 2R    | 2R    | 1R    | A     | A     | 1 / 20 |
| Grand Slam SR            | 0 / 1 | 0 / 2 | 0 / 2 | 0 / 2 | 0 / 2 | 0 / 3 | 0 / 4 | 1 / 3 | 1 / 3 | 0 / 2 | 0 / 3 | 0 / 3 | 0 / 3 | 0 / 4 | 0 / 4 | 0 / 3 | 0 / 3 | 0 / 2 | 0 / 2 | 0 / 2 | 0 / 2 | 0 / 0 | 0 / 0 | 2 / 51 |
| Year-end ranking         | N/A   | N/A   | N/A   | N/A   | N/A   | N/A   | N/A   | N/A   | N/A   | 5     | 8     | 21    | 16    | 24    | 24    | 25    | 22    | 28    | 22    | 94    | 100   | 745   | 794   |        |